# Мостаћи
Мостаћи су градско насеље у Требињу, граду Требиње, Република Српска, БиХ.

## Географија
Налазе се западно од центра Требиња у Требињском пољу. Источно од Мостаћа се налази Дражин До.

## Историја
Насеље је раније имало статус насељеног мјеста. Године 1975. је припојено Требињу.
Овде се налази Стари мост у Мостаћима.

## Култура
У насељу се налази храм Српске православне цркве посвећен Светој Петки — Параскеви, који је настао на почетку 19. вијека. Црква је изграђена и покривена каменом.

## Становништво
| Демографија | Демографија | Демографија |
| Година      | Становника  | Становника  |
| ----------- | ----------- | ----------- |
| 1961.       | 399         |             |
| 1971.       | 328         |             |

## Знамените личности
- Секула Витковић (Мостаћи, 1688 — Батајница, 31. март 1754), ктитор манастира Шишатовац, пуковник, командант Сремске хусарске регименте
- Јевта Витковић (Мостаћи — Ваљево, око 1737), капетан, ктитор
- Јован Витковић (Мостаћи — Ваљево, око 1737), официр, посланик